# Ибрагимов, Ильдар Рифкатович
Ильдар Рифкатович Ибрагимов (род. 16 августа 1967, Казань) — российский шахматист, гроссмейстер (1993).
Закончил 122-ю школу с углубленным знанием английского языка. Учился в Казанском финансово-экономическом институте, но не закончил его. Служил в армии. В 1991 году разделил 1-3 места с Владимиром Крамником и Андреем Харловым на турнире молодых мастеров страны. В составе сборной СССР стал чемпионом мира среди молодежи. В 1993 году стал гроссмейстером.
Участник зонального Российского турнира 1993 в Санкт-Петербурге, выиграл Мемориал Чигорина (1994) и победил в сильных турнирах в Вене (1996) и в Биле (1997). Участник финала Кубка России-1997, Кубка президента Калмыкии (1998), ряда чемпионатов России. В составе казанской команды «Татрансгаз-Итиль» (позже «Сбербанк-Татарстан») победитель Кубка Европейских чемпионов 1996 и командного чемпионата России 1998.
С 2001 по 2015 представлял США в рейтинг-листе ФИДЕ . Жил в Нью-Хейвене, штат Коннектикут. Участник командного чемпионата мира 2005 и Всемирной Шахматной Олимпиады 2006 (третье общекомандное место). Неоднократно играл в чемпионатах США. Победитель открытого чемпионата США (2004),
В 2012 году вернулся в Казань, вошел в состав шахматной федерации Татарстана. Был шахматным инструктором. Тренировал Раиля Махмутова. С 2015 года опять выступает под флагом России. В настоящее время исполнительный директор ШФТ. По мнению многих сильных шахматистов, с начала девяностых годов является признанным авторитетом в знании и разыгрывании принятого ферзевого гамбита за черных.
В 2019 году в составе сборной России стал победителем на командном чемпионате Европы по шахматам среди сеньоров в категории «50+».

## Спортивные достижения
| Год  | Город           | Турнир                                                | + | − | = | Результат | Место |
| ---- | --------------- | ----------------------------------------------------- | - | - | - | --------- | ----- |
| 1991 | Москва          | 58-й и последний чемпионат СССР                       | 3 | 3 | 5 | 5½ из 11  | 23—38 |
| 1994 | Элиста          | 47-й чемпионат России                                 | 3 | 4 | 4 | 5 из 11   | 32—45 |
| 1996 | Элиста          | 49-й чемпионат России                                 | 2 | 1 | 8 | 6 из 11   | 12—24 |
| 1997 | Биль            | Международный турнир                                  |   |   |   | из        |       |
| 1998 | Санкт-Петербург | 51-й чемпионат России                                 | 4 | 4 | 3 | 5½ из 11  | 27—36 |
| 1999 | Москва          | 52-й чемпионат России                                 |   |   |   | из        |       |
| 2000 | Самара          | 53-й чемпионат России                                 | 3 | 3 | 5 | 5½ из 11  | 29—36 |
| 2001 | Элиста          | 54-й чемпионат России                                 | 1 | 1 | 7 | 4½ из 9   | 27—37 |
| 2005 | Беэр-Шева       | Командный чемпионат мира                              |   |   |   | из        |       |
| 2006 | Монреаль        | Международный турнир                                  | 1 | 4 | 4 | 3 из 9    | 10    |
| 2019 | Мали-Лошинь     | Командный чемпионат Европы по шахматам среди сеньоров | 6 | 0 | 2 | 7 из 8    | 1     |
|      |                 |                                                       |   |   |   | из        |       |

## Изменения рейтинга
| График не отображается по техническим причинам. Чтобы исправить это, воспроизведите график в новом формате, если это возможно. |